# 真相寺
真相寺位於四川省南充市南部縣，文物遺址年代判定為明至清。2012年7月16日公佈為第八批四川省文物保護單位。
真相寺位於四川省南充市南部縣三清鄉真相村鳳凰山前一級臺地上。坐東南向西北，均為單簷懸山式頂，青瓦屋面，抬梁結構，由正殿、左右廂房及山門組成，占地面積約1050平方公尺。正殿建於明代，面闊三間14.9公尺，進深7.95公尺，臺階高0.3公尺，寬1.75公尺，脊高6.95公尺，簷高4.1公尺；左右廂房各面闊一間7.35公尺，進深6.5公尺；山門建於清康熙。面闊三間17.9公尺，進深6.85公尺；院壩長14.0公尺，寬11.9公尺。該建築正殿為明代斗拱建築，具有較高的歷史、文物價值。1996年，真相寺被南部縣人民政府公佈為縣級文物保護單位。